# Armorial Gelre
Armorial Gelre (også kendt ved dens nederlandske navn Wapenboek Gelre) er en våbenrulle samlet i perioden 1370-95 af herolden Claes Heynes, kaldet Gelre.
Våbenrullen består af 121 ark og rummer 1775 våbener med hovedvægt på det flamsk-rhinske område og indeholder også den første farvelagte gengivelse af Dannebrog.

## Eksterne Henvisninger
Digital Version af Gelre Armorial: Gelre Armorial digital version
| Heraldik | Spire Denne artikel om heraldik er en spire som bør udbygges. Du er velkommen til at hjælpe Wikipedia ved at udvide den. |